# Conrado Durántez
Conrado Durántez Corral (Ferrol, La Coruña, 21 de agosto de 1935) es el presidente y fundador de la Academia Olímpica Española, Presidente fundador del Comité Español Pierre de Coubertin (1998 -), Presidente fundador de la Asociación Panibérica de Academias Olímpicas (1990 -), Presidente de la Unión Española de Filatelia Olímpica (1996 -) y Presidente de Honor del Comité Internacional Pierre de Coubertin del que fue su Presidente (1990 - 2001). En 2008 recibió la Medalla de Oro de la Real Orden del Mérito Deportivo, otorgada por el Consejo Superior de Deportes.

## Biografía
Licenciado en Derecho por la Universidad de Santiago de Compostela (1958), es Magistrado del Tribunal Superior de Justicia de Madrid. Durántez dedica su vida a difundir los valores del olimpismo, desde que, en 1961, fue designado por el Comité Olímpico Español para representar a España en la Constitución y Primera Sesión de la Academia Olímpica Internacional (IOA) que, en el mes de junio de aquel año, tuvo lugar en Olimpia (Grecia).
Desde 2010 es Doctor en Historia por la Universidad de León, defendiendo la tesis doctoral: “El significado de la victoria en los Juegos de Olimpia. Los vencedores olímpicos”.
Fue miembro de la Comisión para la Cultura y la Educación Olímpica del COI
En 1984 fue propuesto como candidato independiente para la presidencia del Comité Olímpico Español puesto finalmente ocupado por Alfonso de Borbón.
El Comité Olímpico Internacional le concedió la Orden Olímpica en 1989 y en 1994 es nombrado doctor honoris causa por la Academia Nacional de Deportes de Estados Unidos. En 2008 recibió la Medalla de Oro de la Real Orden del Mérito Deportivo, otorgada por el Consejo Superior de Deportes.

## Publicaciones
Durántez es autor de numerosos libros sobre la vida de Pierre de Coubertin, de la historia de los Juegos Olímpicos y del olimpismo.
- Los Juegos Olímpicos Antiguos (1964)
- Olimpia y las Juegos Olímpicos Antiguos (1976), monumental obra a la que el autor dedicó dieciocho años de investigación
- Léxico de los deportes olímpicos (1976)
- Las Olimpiadas Griegas (1977), Barcelona Olímpica (1986)
- La Antorcha Olímpica (1987), en francés, inglés y español,
- Barcelona 92 XXV Olimpiada (1988)
- La Academia Olímpica Internacional (1989)
- El Olimpismo y sus Juegos (1990)
- De Olimpia 776 a. J.C. a Barcelona 1992 (1991), en Catalán
- La Historia Olímpica (1992)
- El Centenario Olímpico (1992) en español, francés, inglés y alemán
- Pierre de Coubertin: Imagen y Filosofía (1993)
- Pierre de Coubertin el Humanista Olímpico (1994) en francés, inglés y español
- Pierre de Coubertin y la Filosofía del Olimpismo (1994)
- Los Orígenes del Comité Olímpico Español (1994)
- Historia y Filosofía del Olimpismo (1995)
- Academias Olímpicas Nacionales (1999)
- El Comité Olímpico Español: Orígenes y Naturaleza Jurídica (2000)
- Pierre de Coubertin y su ideario (2001)
- El Olimpismo moderno y su filosofía: El ideario (2004)
- El Olimpismo (2004)
- Las Olimpiadas modernas (2005)
- Olimpia I (2005)
- Olimpismo para jóvenes (2006)
- Olimpismo y Deporte: Valores y Símbolos (2006)
- El Fuego de Olimpia (2008 )
- La Academia Olímpica Española. Cuarenta Aniversario (2008).
- Orígenes del Olimpismo en Iberoamérica (2009, Coordinador y en colaboración)
- El COE. Un siglo (2011)
- Los Juegos (2012),
- La Asociación Panibérica de Academias Olímpicas (2012)
- El Centenario del Comité Olímpico Español. Un siglo de Olimpismo (2013)
- Pierre de Coubertin. Credo y simbología olímpica (2013)
- El Olimpismo (2015).